# Wendlandia heynei
Wendlandia heynei är en måreväxtart som först beskrevs av Schult., och fick sitt nu gällande namn av Hermenegild Santapau och Y. Merchant. Wendlandia heynei ingår i släktet Wendlandia och familjen måreväxter. Inga underarter finns listade i Catalogue of Life.